# Сент-Луисский симфонический оркестр
Сент-Луисский симфонический оркестр (англ. Saint Louis Symphony Orchestra) — американский симфонический оркестр, базирующийся в городе Сент-Луис. Сент-Луисский оркестр считается вторым по старшинству (после Нью-Йоркского филармонического) среди ныне существующих оркестров США, хотя, строго говоря, возник только в 1907 г. в результате слияния Оркестра музыкального союза и Сент-Луисского хорового общества (основанных, в свою очередь, в 1879 и 1881 гг. соответственно). Расцвет оркестра, однако, связан с руководством Леонарда Слаткина в 1980-90-е гг. Слаткин же в бытность свою помощником главного дирижёра основал в 1970 г. Сент-Луисский молодёжный оркестр. Сент-Луисский оркестр известен одной из наиболее развитых в США партнёрских программ, в рамках которой его музыканты проводят до нескольких сотен выступлений в год в школах и церквях города и окрестностей.

## Музыкальные руководители
- Йозеф Оттен (1880—1894)
- Альфред Эрнст (1894—1907)
- Макс Зах (1907—1921)
- Рудольф Ганц (1921—1927)
- Владимир Гольшман (1931—1958)
- Эдуард ван Ремоортель (1958—1962)
- Элеазар де Карвалью (1963—1968)
- Вальтер Зюскинд (1968—1975)
- Ежи Семков (1975—1979)
- Леонард Слаткин (1979—1996)
- Ханс Вонк (1996—2002)
- Ицхак Перлман (музыкальный консультант, 2002—2004)
- Дэвид Робертсон (2005—2018)
- Стефан Денев (с 2019)